# Elezioni generali in Irlanda del 2011
Le elezioni generali in Irlanda del 2011 si tennero il 25 febbraio per il rinnovo Dáil Éireann, la camera bassa dell’Oireachtas, il parlamento del paese.
Esse videro la vittoria del Fine Gael di Enda Kenny, che divenne Taoiseach (capo del governo) nell'ambito di una coalizione col Partito Laburista.

## Risultati
| Fine Gael                           | 801 628   | 36,10 | 76  |  |  |  |
| Partito Laburista                   | 431 796   | 19,45 | 37  |  |  |  |
| Fianna Fáil                         | 387 358   | 17,45 | 20  |  |  |  |
| Sinn Féin                           | 220 661   | 9,94  | 14  |  |  |  |
| Partito Verde                       | 41 039    | 1,85  | –   |  |  |  |
| Partito Socialista                  | 26 770    | 1,21  | 5   |  |  |  |
| People Before Profit                | 21 551    | 0,97  | –   |  |  |  |
| Workers and Unemployed Action       | 8 818     | 0,40  | 1   |  |  |  |
| South Kerry Independent Alliance    | 4 939     | 0,22  | –   |  |  |  |
| Partito dei Lavoratori              | 3 056     | 0,14  | –   |  |  |  |
| Partito della Solidarietà Cristiana | 2 102     | 0,09  | –   |  |  |  |
| Fís Nua                             | 938       | 0,04  | –   |  |  |  |
| Indipendenti                        | 269 703   | 12,15 | 14  |  |  |  |
| Totale                              | 2 220 359 | 100   | 166 |  |  |  |
|                                     |           |       |     |  |  |  |
| Voti non validi                     | 22 817    | 1,02  |     |  |  |  |
| Votanti                             | 2 243 176 | 69,90 |     |  |  |  |
| Elettori                            | 3 209 244 |       |     |  |  |  |